# John McGeady
John McGeady (Glasgow, 17 aprile 1958) è un ex calciatore scozzese, di ruolo centrocampista.

## Caratteristiche tecniche
Era un'ala destra.

## Carriera
Dopo aver giocato in Scozia nelle giovanili del Third Lanark nel 1975, all'età di 17 anni, si trasferisce in Inghilterra allo Sheffield Utd, club di prima divisione, con cui nonostante la giovane età viene fin da subito aggregato alla prima squadra, con cui esordisce il 25 dicembre 1975 giocando da titolare nella partita di campionato pareggiata per 1-1 contro il Middlesbrough; nel prosieguo della stagione, che il club conclude all'ultimo posto in classifica e quindi con una retrocessione in seconda divisione, gioca poi ulteriori 10 partite di campionato, senza mai segnare; rimane alle Blades anche nella stagione 1976-1977, disputata in seconda divisione, categoria in cui gioca ulteriori 5 partite: in questa stagione il suo impiego viene tuttavia fortemente limitato da un gravissimo infortunio ad un ginocchio.
Nel 1978 si trasferisce nella American Soccer League ai Southern California Lazers, con cui rimane per un anno, segnando 3 reti in 20 partite di campionato giocate; a fine stagione complice anche lo scioglimento della franchigia in questione torna poi in patria, accasandosi nella quarta divisione inglese ai gallesi del Newport County, con cui di fatto gioca però solamente 2 partite per poi ritirarsi prematuramente all'età di 21 anni a causa di un grave infortunio.